# دارالهجره
دارالهجره مکانی بود که گروه‌های مختلف در طول تاریخ، برای مبارزات خود آن‌ها را ایجاد می‌کردند. پیشینه آن به هجرت محمد بن عبدالله به مدینه و بازگشت موفقیت‌آمیز وی به مکه بازمی‌گردد. مردم در این دارالهجره‌ها که شامل قلعه، دژ یا مکان‌های دیگر بود جمع می‌شدند و به مبارزات خود ادامه می‌دادند. در دوران حسن صباح نیز دارالهجره‌هایی در ایران شکل گرفت که شامل الموت، قهستان، شاهدژ، گردکوه، لمبسر، اصفهان و… بود؛ پیش از او فاطمیان نیز دارالهجره‌هایی را در آفریقا بنا کرده‌بودند.